# Liste der Biografien/Kib
Liste der Biografien |
Portal Biografien |
Personensuche
# |
A |
B |
C |
D |
E |
F |
G |
H |
I |
J |
K |
L |
M |
N |
O |
P |
Q |
R |
S |
T |
U |
V |
W |
X |
Y |
Z |
?
 
Ka |
Kb |
Kc |
Kd |
Ke |
Kf |
Kg |
Kh |
Ki |
Kj |
Kl |
Km |
Kn |
Ko |
Kp |
Kr |
Ks |
Kt |
Ku |
Kv |
Kw |
Ky |
Kx |
Kz
 
Kia |
Kib |
Kic |
Kid |
Kie |
Kif |
Kig |
Kih |
Kii |
Kij |
Kik |
Kil |
Kim |
Kin |
Kio |
Kip |
Kir |
Kis |
Kit |
Kiu |
Kiv |
Kiw |
Kix |
Kiy |
Kiz
Die Liste der Biografien führt alle Personen auf, die in der deutschsprachigen Wikipedia einen Artikel haben. Dieses ist eine Teilliste mit 70 Einträgen von Personen, deren Namen mit den Buchstaben „Kib“ beginnt.

## Kib

### Kiba
- Kiba, Masao (* 1974), japanischer Fußballspieler
- Kibakaya, Miriam (* 1997), norwegische Jazzmusikerin (Gesang, Komposition, Liedtexte)
- Kibaki, Mwai (1931–2022), kenianischer Politiker und PräsidentMwai Kibaki (1931–2022)

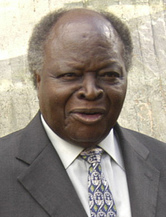
Mwai Kibaki (1931–2022)

- Kibal Mansong’loo, Emery (* 1969), kongolesischer römisch-katholischer Geistlicher, Bischof von Kole
- Kibalko, Alexander Wladimirowitsch (* 1973), kasachisch-russischer Eisschnellläufer
- Kibalnikova, Valentina (* 1990), usbekische Hürdenläuferin
- Kibalnikow, Alexander Pawlowitsch (1912–1987), sowjetischer Bildhauer
- Kibaltschitsch, Nikolai Iwanowitsch (1853–1881), russischer Revolutionär, Terrorist (Narodnik) und Raketenpionier
- Kibaltschitsch, Wladimir Wiktorowitsch (1920–2005), mexikanischer Maler des Muralismo
- Kibamba, Samuel (* 1949), kongolesischer Radrennfahrer
- Kibar, Erika (* 1988), deutsche Schauspielerin
- Kibardin, Mischa (* 1974), usbekischer Violinist
- Kibardina, Nadeschda Nikolajewna (* 1956), sowjetische Radrennfahrerin
- Kibariye (* 1960), türkische Musikerin
- Kibarus, Mercy Jerotich (* 1984), kenianische Langstreckenläuferin
- Kibat, Nico (* 1980), deutscher Handballspieler und -trainer
- Kibayashi, Rie (* 1989), japanische Pianistin

### Kibb
- Kibbe, Gary B. (1941–2020), US-amerikanischer Kameramann
- Kibbee, Guy (1882–1956), US-amerikanischer Film- und Theaterschauspieler
- Kibbee, Roland (1914–1984), US-amerikanischer Drehbuchautor und Produzent
- Kibbey, Joseph Henry (1853–1924), US-amerikanischer Politiker, Gouverneur des Arizona-Territoriums
- Kibble, Tom (1932–2016), britischer Physiker

### Kibe
- Kibebe, Benjamin (* 1981), schwedischer Fußballspieler
- Kibédi Varga, Áron (1930–2018), ungarisch-niederländischer Romanist und Lyriker
- Kiberlain, Sandrine (* 1968), französische FilmschauspielerinSandrine Kiberlain (* 1968)

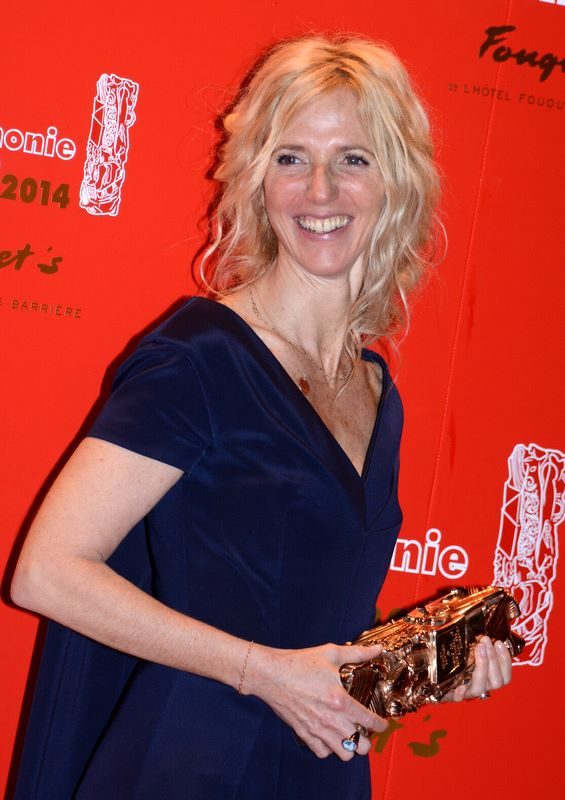
Sandrine Kiberlain (* 1968)

- Ķibermanis, Oskars (* 1993), lettischer Bobpilot
- Kibermanis, Tania (* 1972), deutsch-lettische Journalistin, Autorin und Theaterschauspielerin
- Kibet Bowen, Luke (* 1983), kenianischer Marathonläufer
- Kibet, Benard (* 1999), kenianischer Langstreckenläufer
- Kibet, Dan (* 2004), ugandischer Langstreckenläufer
- Kibet, Hilda (* 1981), niederländische Langstreckenläuferin kenianischer Herkunft
- Kibet, Luke (* 1973), kenianischer Marathonläufer
- Kibet, Moses (* 1991), ugandischer Langstreckenläufer
- Kibet, Noah (* 2004), kenianischer Leichtathlet
- Kibet, Rogers (* 2003), ugandischer Langstreckenläufer
- Kibet, Stephen Kipkosgei (* 1986), kenianischer Marathonläufer
- Kibet, Sylvia Jebiwott (* 1984), kenianische Langstreckenläuferin
- Kibet, Wilson (* 1972), kenianischer Marathonläufer

### Kibg
- Kibgis, Ilse (1928–2015), deutsche Schriftstellerin

### Kibi
- Kibi no Makibi (695–775), Beamter
- Kibiger, Julius (1903–1983), deutscher Maler und Zeichner
- Kıbıl, Ahmet (1952–2011), türkischer alpiner Skirennläufer
- Kibira, Acquirino Francis (* 1958), ugandischer Geistlicher, Bischof von Kasese
- Kibira, Josiah (1925–1988), tansanischer evangelisch-lutherischer Bischof und Theologe
- Kibirkštis, Edmundas (* 1947), litauischer Ingenieurwissenschaftler
- Kibirkštis, Ieva (* 1991), kanadisch-litauische Fußballspielerin
- Kibit, Christopher S. (* 1960), US-amerikanischer Koch und Hochschullehrer
- Kibiwot, Abraham (* 1996), kenianischer Hindernisläufer
- Kibiwot, Viola Jelagat (* 1983), kenianische Mittel- und Langstreckenläuferin
- Kibiwott, Charles Seronei (* 1974), kenianischer Marathonläufer
- Kibiwott, Stephen Kipkoech (* 1980), kenianischer Langstreckenläufer

### Kibl
- Kibler, Drew (* 2000), US-amerikanischer Schwimmer
- Kibler, Ewald (* 1981), österreichischer Sozialwissenschaftler
- Kibler, Michael (* 1963), deutscher Schriftsteller

### Kibo
- Kibonge, Mafu (* 1945), kongolesischer Fußballnationalspieler für Zaire
- Kibor, Anne Jelagat (* 1969), kenianische Marathonläuferin
- Kibore, Felix (* 1988), katarischer Langstreckenläufer kenianischer Herkunft
- Kibowen, John Kemboi (* 1969), kenianischer Langstreckenläufer
- Kibozi, Wilbroad Henry (* 1973), tansanischer römisch-katholischer Geistlicher, Weihbischof in Dodoma

### Kibr
- Kibrab, Awet Nftalem (* 1995), eritreisch-norwegischer Langstreckenläufer
- Kibrick, Sidney (* 1928), US-amerikanischer Schauspieler
- Kıbrısi, Nazım (1922–2014), islamischer Sufi-Lehrer des Naqschbandi-OrdensNazım Kıbrısi (1922–2014)

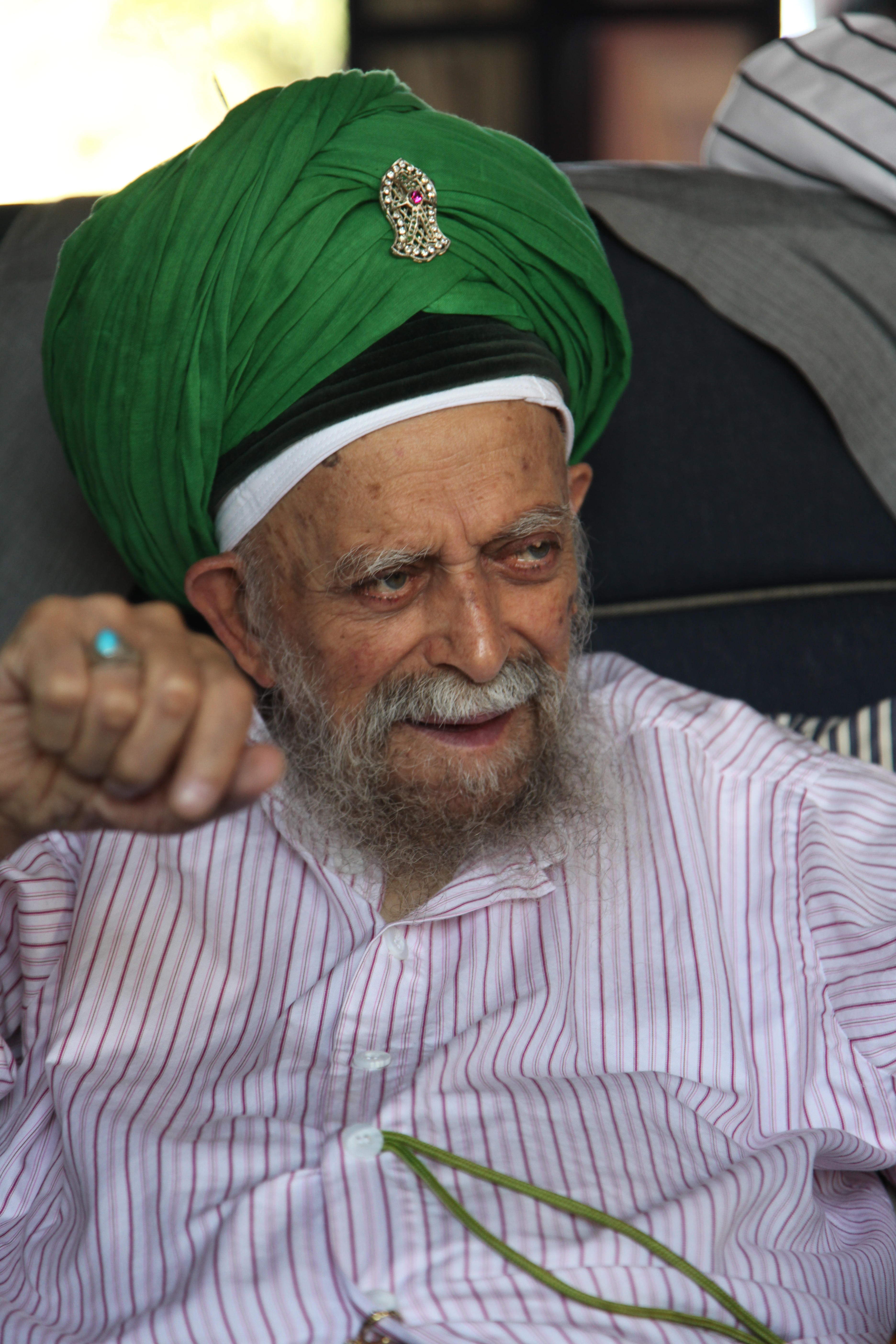
Nazım Kıbrısi (1922–2014)

- Kıbrıslı Kâmil Pascha (1833–1913), osmanischer Staatsmann, Großwesir und Diplomat
- Kıbrıslı Mehmed Emin Pascha (1813–1871), osmanischer Staatsmann und Großwesir des Reiches
- Kıbrızlı, Celal (* 1950), türkischer Fußballtrainer
- Kibrozaschwili, Ansor (1939–2008), sowjetischer Judoka

### Kibu
- Kibune, Eishi (* 1968), japanischer Badmintonspieler
- Kiburger, Elogius († 1506), Schweizer römisch-katholischer Geistlicher und Heimatforscher
- Kibuvits, Leida (1907–1976), estnische Schriftstellerin

### Kibw
- Kibwe, Talib (* 1953), US-amerikanischer Jazzmusiker